# Полтар
По́лтар (словац. Poltár, венг. Poltár) — город в южной Словакии на реке Ипель, самый маленький районный центр в стране. Население — около 5,7 тысяч человек.

## История
Упомянут впервые в 1330 году.

## Население
| Год:                | 1994 | 2004    | 2014    | 2024     |
| ------------------- | ---- | ------- | ------- | -------- |
| Количество человек: | 5960 | 5977    | 5742    | 5123     |
| Разница:            |      | +0,28 % | −3,93 % | −10,78 % |

## Персоналии
- Гашпарович, Иван (р. 1941) — государственный деятель Словакии, президент Словацкой Республики с 2004 года, учёный-юрист.